# 音楽劇
音楽劇（おんがく・げき）は、演劇の種類の一つである。
ミュージカルと同じように、音楽・歌唱を交えた楽曲を劇中に取り入れているものが多く、明確な線引きがあいまいな場合が多いとされているが、実際には、ミュージカルではセリフを歌唱で、また動きのあるシーンは踊りを入れる要素を取り入れるのに対し、音楽劇は、物語をセリフで進行し、その中で劇中歌・曲を挿入するというパターンが主であるとされる。これは、「上海バンスキング」を舞台化した際、演出家の串田和美の意向によりこのスタイルとしたとされている。